# 반클리프 아펠
반클리프 아펠(Van Cleef & Arpels)은 프랑스에 본사가 있는 보석, 시계, 향수를 취급하는 하이엔드 럭셔리 브랜드이다. 1896년 반클리프 아펠과 그의 삼촌 Salomon Arpels(파리)에 의해 설립되었다.